# Canaã (Ipatinga)
Canaã é um bairro do município brasileiro de Ipatinga, no interior do estado de Minas Gerais. Localiza-se no distrito Barra Alegre, estando situado na Regional V. Segundo o censo demográfico de 2022, realizado pelo Instituto Brasileiro de Geografia e Estatística (IBGE), sua população era de 26 569 habitantes e havia 10 199 domicílios particulares permanentes ocupados. Trata-se então do bairro mais populoso do município, sendo também o sétimo bairro mais habitado de Minas Gerais. Possui área de 3,3 km² conforme a prefeitura.
De acordo com o IBGE, em 2010 a população era de 28 284 habitantes e havia 8 848 domicílios particulares. No entanto, sua área inclui como extensão o bairro não oficial Canaãzinho.

## História

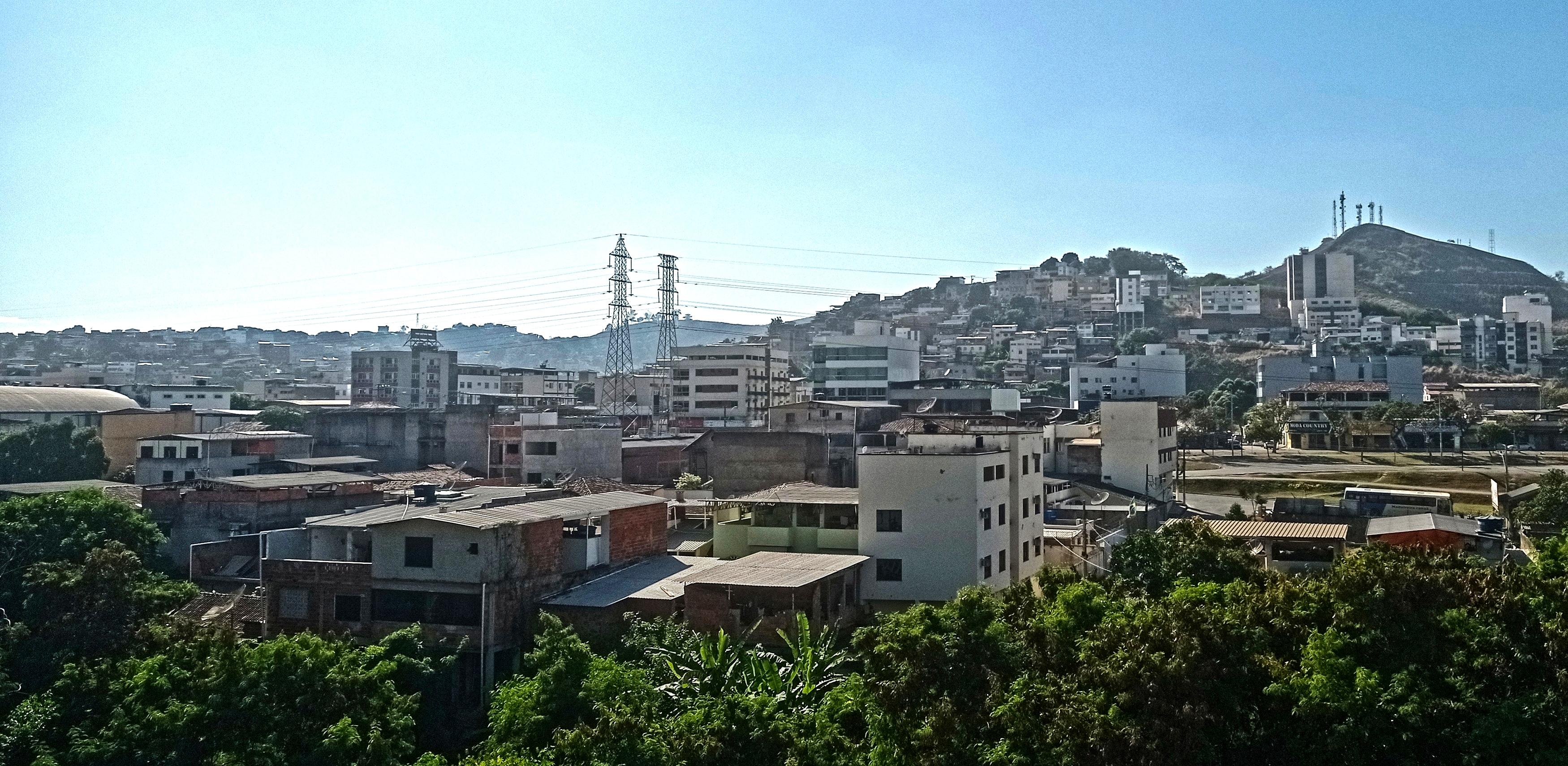
Vista parcial do Canaã a partir do Cidade Nobre

A área do atual bairro era uma fazenda, originalmente denominada Fazenda Barra Grande, comprada por Pedro Soares em 1937. Em 1950, foi adquirida pelo libanês Selim José de Sales, pai do ex-prefeito de Ipatinga Jamill Selim de Sales, quando foi renomeada para Fazenda Betânia. O ribeirão Ipanema era um divisor natural das terras de Jamill e de Jair Gonçalves, proprietário da Fazenda Prato Raso, que também deu origem a alguns bairros de Ipatinga (como Iguaçu e Cidade Nobre).
O bairro Canaã se originou do loteamento de parte da Fazenda Betânia, aprovado em 1962, antes mesmo de Ipatinga se emancipar de Coronel Fabriciano, em 1964, e executado pela Linhares Imóveis. Somente na região do Canaã foram entregues cerca de 18 mil lotes. Na década de 1970, a área do atual bairro vizinho Betânia também foi loteada, sendo observado um rápido adensamento populacional em ambos. A prefeitura foi a responsável por executar obras de infraestrutura nos principais corredores de circulação da localidade, como asfaltamento de vias, instalação de redes de esgoto e rede elétrica.
A Avenida Selim José de Sales se estabeleceu como principal via de acesso e artéria comercial do bairro. Entre o final da década de 1990 e começo da década de 2000 foi realizada a canalização do córrego Taúbas (córrego Gerasa), cujas margens foram densamente ocupadas. Nas margens foi construída a Avenida Gerasa, inaugurada em 2004. No começo do século XXI, a região dos bairros Betânia e Canaã se consolidou como a mais populosa da cidade, com os dois vizinhos sendo os mais habitados do município.

## Descrição
Trata-se de um bairro periférico de classes econômicas variadas. Na área plana da localidade as vias são largas e compridas, enquanto que nas áreas de morros se tornam estreitas. Embora seja um bairro populoso, também integra um eixo de considerável articulação econômica, com presença marcante de estabelecimentos comerciais e de serviços, instituições bancárias, instituições de ensino e unidades de saúde que atraem consumidores de toda a Região Metropolitana do Vale do Aço.
O movimento comercial se concentra nas avenidas Minas Gerais e Selim José de Sales, que permitem a integração com o restante da cidade e do Vale do Aço. Entre essas vias há um canteiro central que possui uma calçada compartilhada de ciclistas e pedestres. A Avenida Selim José de Sales, inclusive, representa uma das principais áreas comerciais de Ipatinga, além de importante artéria metropolitana. Assim, o Canaã se consolidou como uma centralidade metropolitana, em meio a um eixo que também engloba o Cidade Nobre. Cabe ressaltar que essa consolidação como centro atrativo é relativamente recente.
A maioria das ruas do interior do bairro levam nomes de origem bíblica, como Ester, Cânticos, Isaías, Rute e Macabeus. O Canaã também possui algumas praças, como por exemplo Éden (na Avenida Galileia), Joventino Teixeira de Aranda e Alvino José de Oliveira (do Canaãzinho). Na Avenida Gerasa está situada uma Unidade de Pronto Atendimento (UPA), denominada UPA José Isabel do Nascimento. Outro ponto de referência é o Santuário São Judas Tadeu, da Paróquia Cristo Libertador.